# Sistema Crozat
El sistema Crozat fue una técnica fotográfica creada por los hermanos Crozat, originarios de Alcoy (Alicante). Fue creado por Leandro Crozat Sempere y su hermano Nicolás Crozat Sempere. Supuso la principal aportación española a las técnicas fotográficas del siglo XIX.

## Historia
La nueva técnica fotográfica se popularizó ampliamente en España y en diversos países de Europa y América con el nombre de Sistema Crozat. Los hermanos Crozat solicitaron la patente desde Sevilla el 10 de septiembre de 1862.
En España el nuevo procedimiento fotógrafico fue adoptado por veintiún fotógrafos del país (en Madrid, Barcelona, Santander, Córdoba, Cádiz, Málaga, Granada, Murcia, Valencia, Zaragoza, etc.). En Italia fue adoptado por más de sesenta fotógrafos, siendo el país de Europa en donde mayor éxito obtuvo. En América fue utilizado principalmente en Brasil pero también en Argentina y Perú. En Egipto lo utilizó en Alejandría el fotógrafo italiano Luigi Fiorillo.
El manual e instrucciones de utilización del nuevo procedimiento fotográfico fue traducido por los hermanos Crozat a varios idiomas.

## Características
La nueva técnica fotográfica consistía en un procedimiento a dos tintas o doble fondo e impresión automática del colorido, lo que suponía una serie de ventajas y mejoras respecto a las técnicas existentes en aquel momento:
- Rapidez del sistema
- Costes más económicos
- Riqueza de matices
- Conservación de la fotografía respecto de la sulfuración y la humedad, que hacía que se conservara el colorido y el brillo.